# بوشيني مغطى
بوشيني مغطى (الاسم العلمي:Puccinia vestita) هو نوع من الفطريات يتبع جنس البوشيني من فصيلة البوشينية.